# Ocosingo
Ocosingo ist eine Stadt im mexikanischen Bundesstaat Chiapas. Die Hauptstadt des gleichnamigen Municipios hat 41.787 Einwohner (2010). Der Name Ocosingo kommt aus dem Nahuatl und bedeutet „Ort des schwarzen Mannes“.

## Geschichte
Vor der Ankunft der spanischen Eroberer stellte Ocosingo ein wichtiges Zentrum der Tzeltal dar. Unter spanischer Kolonialherrschaft wurden viele Bewohner der umliegenden Wälder in Ocosingo angesiedelt. Nach der Unabhängigkeit Mexikos wurde Ocosingo 1829 zur Villa erklärt, 1878 zum Hauptort des Departamento Chilón und 1979 schließlich zur Stadt ernannt. 1994 wurde Ocosingo als ein Zentrum der Aktivitäten des EZLN bekannt.